# David Grossman

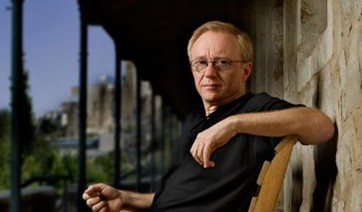
David Grossman

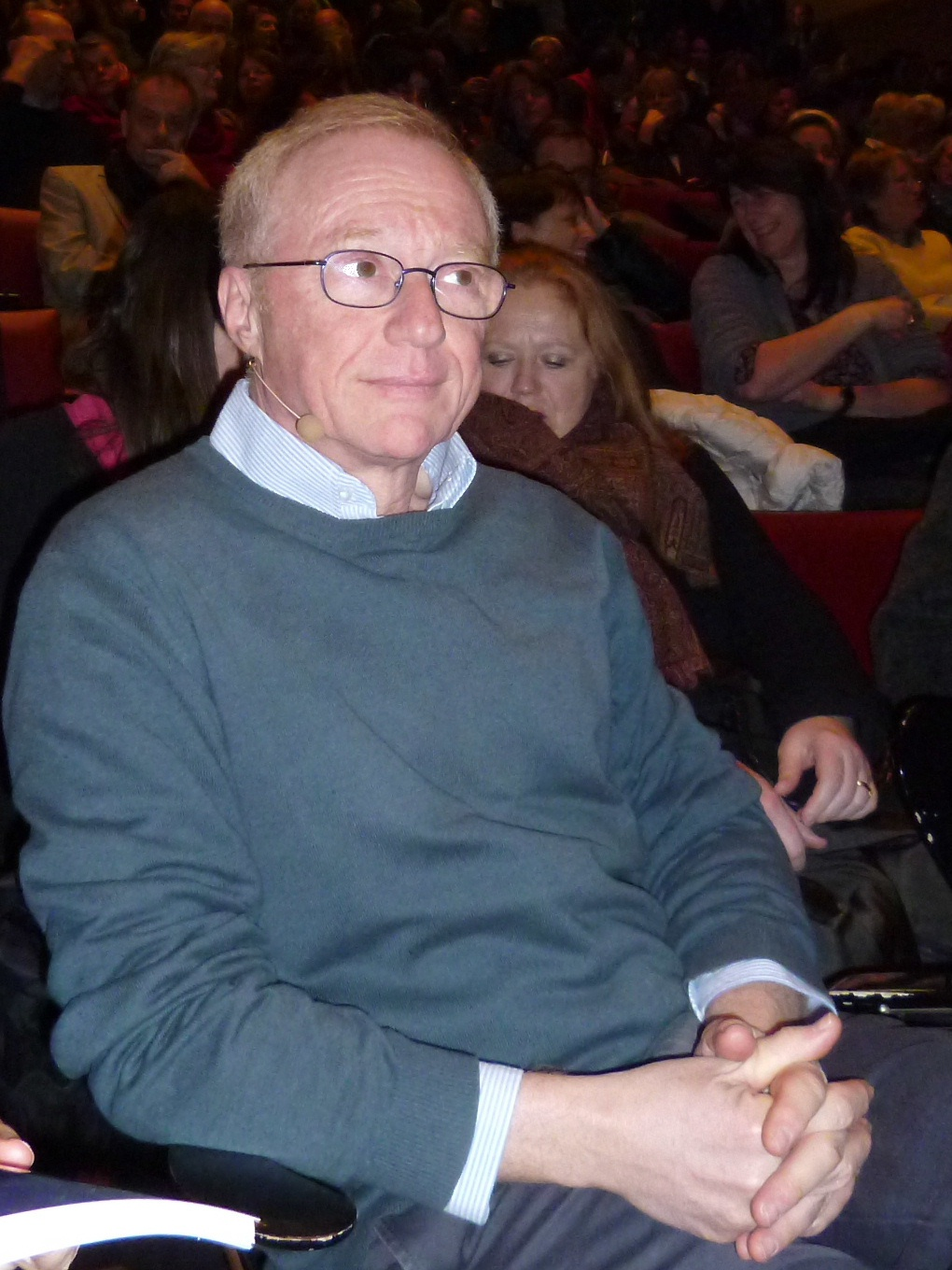
David Grossman (autor: Hans Weingartz / Leonce49)

David Grossman (hebrejsky דויד גרוסמן,‎ * 28. února 1954 Jeruzalém) je izraelský spisovatel a esejista. Jeho knihy se dočkaly překladu do mnohých jazyků. Za své dílo obdržel několikeré ocenění, mj. Sapirovu cenu roku 2001 za knihu Mít s kým běžet, Bialikovu cenu roku 2004. Jako první Izraelec získal v roce 2017 Mezinárodní Man Bookerovu cenu. V roce 2022 obdržel Erasmovu cenu.

## Život a tvorba

### Činnost v rozhlase
David Grossman se narodil v Jeruzalémě Jicchakovi a Michaele Grossmanovým; otec pocházel z Polska, matka z Jeruzaléma. Jeho mladší bratr Nir se stal sportovním novinářem. Rodiče jej vedli k literatuře, včetně literatury jidiš. Již ve věku devíti let psal reportáže.
Po vojenské službě v jednotce 8200 začal pracovat v rozhlase a studovat filosofii a divadlo na Hebrejské univerzitě v Jeruzalémě. Jeho první povídka vyšla v literárním časopise Siman kri'a. Záhy po ukončení studií začal za své povídky dostávat ocenění (1979 Neumannova cena, 1980 Cena Ariho Hiršona). Dále pracoval v rádiu Kol Jisra'el jako reportér, rozhlasový herec a hlasatel dětského pořadu Kočka v pytli (hebrejsky חתול בשק, Chatul be-sak), kde také poprvé uvedl svou knihu Duel jako rozhlasovou hru.

### Téma izraelské politiky
Jako spisovatel se Grossman nakonec prosadil v 80. letech. Roku 1983 vyšel jeho první román Úsměv jehněte, v němž vykreslil život na Západním břehu Jordánu pod izraelskou vládou. Kniha se dočkala zfilmování a následujícího roku obdržel také Cenu předsedy vlády pro hebrejskou literaturu. Své dojmy se Západního břehu popsal rovněž v sérii článků Žlutý vítr, které vyšly také v knižním vydání roku 1987 krátce před vypuknutím první intifády: „uprchlíci se změnili v lidi, kteří jakoby se nacházeli v minulosti, na jiném místě, v lidi, kteří mají pouze jedinou možnost: čekat.“
Roku 1988 Grossman opustil rádio Kol Jisra'el na protest proti omezením, která byla na reportéry uvalena, zejména co se týkalo tématu Palestinců. Dále však psal články, vedené myšlenkou míru a porozumění mezi Židy a Araby. Své články nakonec vydal také knižně roku 2003 pod názvem Smrt jako způsob života: Izrael deset let po Oslo. Od roku 2004 předsedá neziskové organizaci Kešet – centrum na obranu demokracie v Izraeli.
Kritika izraelské politiky vůči Palestincům a Arabům zesílila ještě více poté, co jeden z jeho synů padl jako voják roku 2006 při druhé libanonské válce, jen dva dny poté, co Grossman spolu s Amosem Ozem a A. B. Jehošuou uspořádal tiskovou konferenci, při níž vyzvali izraelskou vládu k ukončení války.
V srpnu 2025 v reakci na zhoršenou humanitární situaci Palestinců během války v Pásmu Gazy prohlásil, že izraelská vláda páchá genocidu. Současně uvedl, že za zlomový moment vnímá zahájení okupace palestinských území v roce 1967. Okupace podle něj Izraelce zkorumpovala. Podpořil také rozšíření mezinárodního uznání státu Palestina.

### Téma holokaustu
Roku 1986 vyšla Grossmanova kniha Viz LÁSKA, jež se zabývá traumatem holokaustu, které se přenáší i z rodičů na děti, které jej nezažily. Sám Grossman v rozhovoru pro Le Monde uvedl: „Není to ve skutečnosti kniha o holocaustu ani o vyhlazovacích táborech. Ani výhradně o židech či speciálně o Izraelitech. Je to kniha o jizvách, jež si člověk uchovává od dětství v mozku.“ Grossman v knize rovněž upozornil, že „nacista“ se může zrodit v každém z nás, a snažil se tento proces rozluštit, jak uvedl v rozhovoru pro MF DNES: „Kladl jsem si otázku, jak se normální lidská bytost, což většina nacistů byla, může během velice sofistikovaného procesu stát vrahem. Já jsem se krok po kroku snažil ukázat proces, v němž se člověk postupně vzdává morálních principů a formuluje slova tak, aby nevěděl, aby se hájil před následky toho, co dělá, a jak nakonec skončí jako velice výkonná součást vražedné mašinerie … Ovšem vědět, jak se z člověka stane nacista, je pro mě zásadní i jako součást sebeobranného mechanismu, abych byl já a můj národ vůči obdobným svodům imunní.“

### Další témata a styl tvorby
Roku 2000 vydal Grossman knihu Mít s kým běžet, jejímž stěžejním tématem jsou lidé žijící na ulicích současného Jeruzaléma, a následujícího roku získal za toto dílo Sapirovu cenu. Roku 2006 byla kniha zfilmována.
Při své tvorbě Grossman velmi často využívá prostředků moderní literatury, jako například změny úhlu pohledu, zachycení proudu vědomí, míšení představ s realitou.

## Publikace

### Knihy pro mládež a dospělé
- Duel (דו-קרב‎, Du-krav), 1982, Ze'evova cena za literaturu pro děti a mládež (1982)
- Běžec (רץ‎, Rac), 1983, sbírka povídek
- Úsměv jehněte (חיוך הגדי‎, Chijuch ha-gedi), 1983, román
- Viz LÁSKA (עיין ערך: אהבה‎, Ajen erech: Ahava), 1986, román
- Žlutý vítr (הזמן הצהוב‎, Ha-zman ha-cahov), 1987, reportáže
- Pravidla vnitřní gramatiky (ספר הדקדוק הפנימי‎, Sefer ha-dikduk ha-pnimi), 1991, román
- Cik cak děti (יש ילדים זיגזג‎, Ješ jeladim zigzag), 1994, román pro mládež
- Buď mým nožem (שתהיי לי הסכין‎, Še-tihji li ha-sakin), 1998, román
- Mít s kým běžet (מישהו לרוץ איתו‎, Mišehu la-ruc ito), 2000, román pro mládež, Sapirova cena (2001), zfilmováno
- Fysicky tomu rozumím (בגוף אני מבינה‎, Ba-guf ani mevina), 2002, novely
- Smrt jako způsob života (המוות כדרך חיים‎, Ha-mavet ke-derech chajim), 2003, soubor esejí
- Momik (מומיק‎)‎, 2005, novela, pokračování části románu Viz LÁSKA, také v podobě divadelní hry (2005)
- Med ze lvice (דבש אריות‎, Devaš arajot), eseje o Samsonovi
- Žena unikající zprávě (אשה בורחת מבשורה‎, Iša borachat mi-besora), 2008, román
- Přijde kůň do baru (סוס אחד נכנס לבר‎, Sus echad nichnas le-bar), 2017, kniha obdržela téhož roku Mezinárodní Man Bookerovu cenu[6] Kniha vyšla v českém překladu Lenky Bukovské a Mariany Fisher v roce 2018.[7]

### Knihy pro děti
- Itamar cestuje po stěnách (איתמר מטייל על קירות‎, Itamar metajel al kirot), 1986
- Píše Itamar (איתמר מכתב‎, Itamar mekatev), 1988
- Itamar potkává králíka (איתמר פוגש ארנב‎, Itamar pogeš arnav), 1988
- Itamar loví sny (איתמר ציד החלומות‎, Itamar cajad ha-chalomot), 1990
- Itamar a černý čarovný klobouk (איתמר וכובע הקסמים השחור‎, Itamar ve-kova ha-ksamim ha-šachor), 1992
- Úplně nový bratr (אח חדש לגמרי‎, Ach chadaš le-gamrej), 1986
- Uriho zvláštní řeč (השפה המיוחדת של אורי‎, Ha-safa ha-mejuchedet šel Uri), 1989
- Byly nebyly dvě opice (היה הייתם שני קופים‎, Haja hajitem šnej kojim), 1996
- Žirafa a spát (ג׳ירפה ולישון‎, Džirafa ve-lišon), 1999
- Neboj se, Ruti (אל תדאגי רותי‎, Al tid'agi Ruti), 1999
- Ruti spí a spí (רותי תישן ותישן‎, Ruti tišan ve-tišan), 2004
- Ráchelina tajná přítelkyně (החברה הסודית של רחלי‎, Ha-chavera ha-sodit šel Racheli), 2010

### Překlady do češtiny
- Viz LÁSKA. Překlad Jindřich Vacek. Praha: Mladá fronta, 1996. ISBN 80-204-0557-7.
- Mít s kým běžet. Překlad Jindřich Vacek. Praha: Mladá fronta, 2010. ISBN 978-80-204-2304-7.
- Pohádky pro Itamara a Rut. Překlad Petr Himmel. Praha: Garamond, 2011. ISBN 978-80-7407-100-3.
- Žena prchá před zprávou. Překlad Lenka Bukovská a Mariana Fisher. Praha: Mladá fronta, 2013.
- GROSSMAN, David. Přijde kůň do baru. Překlad Lenka Bukovská, Mariana Fisher. 1. vyd. Praha: Mladá fronta, 2018. 216 s. ISBN 978-80-204-4380-9.
  - Zpracováno v Českém rozhlasu jako čtrnáctidílná četba na pokračování, z vlastního překladu připravily Lenka Bukovská a Mariana Fisher, čte Hanuš Bor, režie Hana Kofránková. Natočeno v roce 2018.[8]